# Пирке (лунный кратер)
Кратер Пирке (лат. Pirquet) — крупный древний ударный кратер в южном полушарии обратной стороны Луны. Название присвоено в честь австрийского ученого в области космонавтики Гвидо фон Пирке (1880 —1966) и утверждено Международным астрономическим союзом в 1970 г. Образование кратера относится к нектарскому периоду.

## Описание кратера

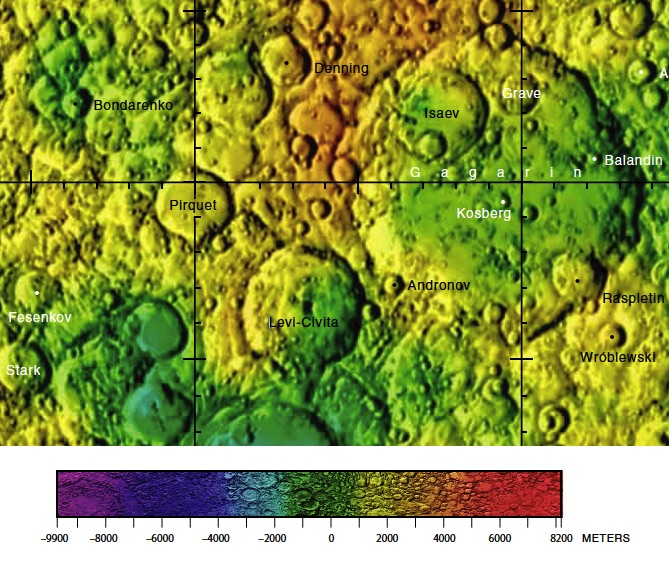
Окрестности кратера Пирке. Фрагмент карты обратной стороны Луны.

Ближайшими соседями кратера являются кратер Бондаренко на северо-западе; кратер Деннинг на северо-востоке; кратер Исаев на востоке-северо-востоке; кратер Гагарин на востоке; кратер Леви-Чивита на юго-востоке и кратер Фесенков на западе-юго-западе. Селенографические координаты центра кратера 20°20′ ю. ш. 139°56′ в. д. / 20,34° ю. ш. 139,93° в. д., диаметр 62,1 км, глубина 2,7 км.
Кратер Пирке имеет циркулярную форму с небольшим выступом в северной части и значительно разрушен. Вал сглажен, к южной-юго-восточной части вала примыкает небольшой кратер. Высота вала над окружающей местностью достигает 1250 м, объем кратера составляет приблизительно 3700 км³. Дно чаши пересеченное, испещрено множеством маленьких кратеров.
Местность вокруг кратера Пирке отмечена множеством вторичных кратеров от кратера Циолковский расположенного на западе.

## Сателлитные кратеры

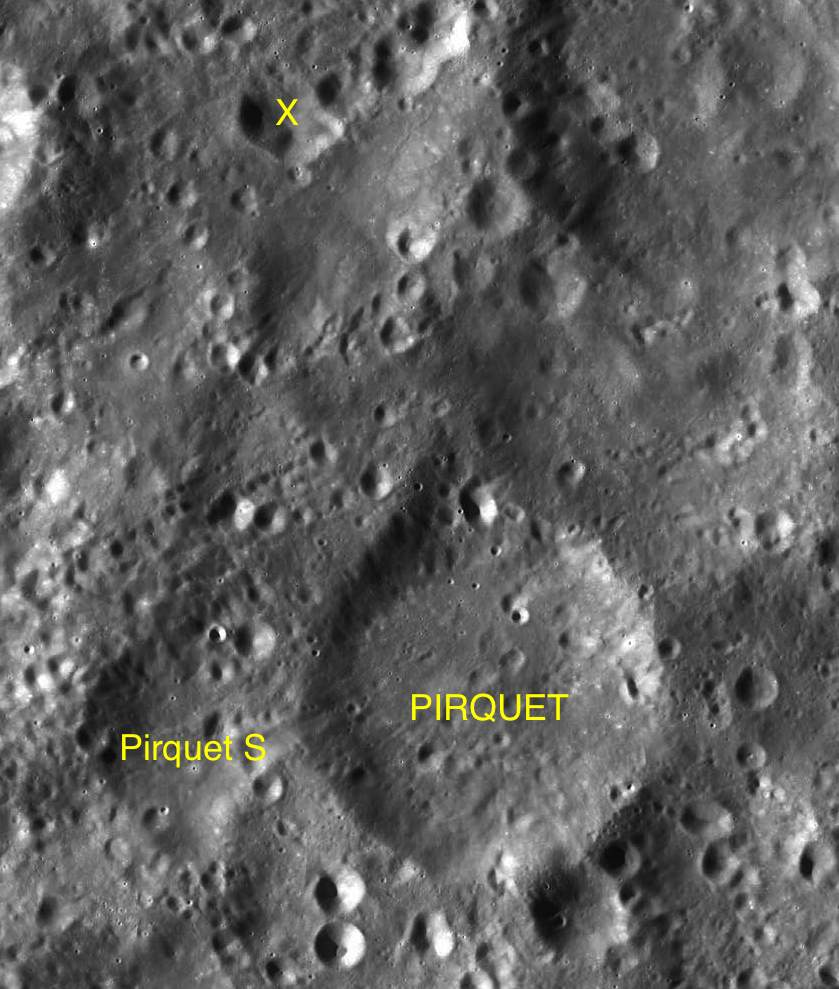
Фрагмент карты LAC-102.

| Пирке | Координаты                                              | Диаметр, км |
| ----- | ------------------------------------------------------- | ----------- |
| S     | 20°31′ ю. ш. 138°05′ в. д. / 20,52° ю. ш. 138,09° в. д. | 30,6        |
| X     | 17°08′ ю. ш. 138°50′ в. д. / 17,13° ю. ш. 138,83° в. д. | 16,6        |